# SgrJ
SgrJ (eigentlich: Jan Priebe) ist ein deutscher Musiker der Elektronischen Tanzmusik. Bekannt ist er heute für seine Releases und Remixes im Drum&Bass und UK Garage - Bereich. 

## Stil und Einflüsse
Seine Musik lässt sich in Genres wie Jungle, Drum & Bass und UK Garage und Electronic Dance Music verorten. Mitte der 1990er Jahre begann seine Leidenschaft für die neue Richtung der britischen elektronischen Musik von Goldie, Shy FX, Grooverider, DJ Randall, DJ Zinc und DJ Hype - und wurde schnell als DJ und Produzent selbst aktiv.

## Karriere
SgrJ stammt aus Hameln, wo er 1998 mit der Subwoofercrew auf Radio Aktiv freitags die Sendung "Subwoofer" produziert und gesendet hat. Als DJ war SgrJ von 2000-2010 international aktiv und war um die Jahrtausendwende insbesondere mit UK Garage und 2Step - Sets unterwegs. Neben Auftritten auf der Street Parade in Zürich, einer Residency im Gig neue Welt Hannover und der Subwoofer-eigenen Partyreihe namens "Vibration" war die SgrJ und die Subwoofercrew hauptsächlich in Bremen, Hamburg und Hannover aktiv. 
Zwischen 2002 und 2010 produzierte SgrJ produziert Drum&Bass und UK Garage Tracks für die eigenen Sets. Während der Corona-Pandemie hat er das Studio wieder aktiviert und produziert heute überwiegend Drum&Bass und UK Garage Tracks, die rein digital über das gleichnamige Label SgrJ auf allen gängigen Streaming-Plattformen veröffentlicht werden.
Im Januar 2024 erschien "On my Own" - ein melodischer Drum & Bass Track, der mit über 100.000 Streams im ersten Halbjahr der bisher erfolgreichste Track war.
| Personendaten    | Personendaten                                  |
| ---------------- | ---------------------------------------------- |
| NAME             | SgrJ                                           |
| KURZBESCHREIBUNG | deutscher Musiker der Elektronischen Tanzmusik |
| GEBURTSDATUM     | 20. Jahrhundert                                |